# Stenalia vladimiri
Stenalia vladimiri es una especie de coleóptero de la familia Mordellidae.

## Distribución geográfica
Habita en Azerbaiyán.